# Vagn Bennike
Le Major général danois Vagn Bennike (6 janvier 1888 - 30 novembre 1970) fut le chef d'état-major de l'ONUST entre juin 1953 et août 1954.
Il fut appelé à témoigner devant le Conseil de sécurité des Nations unies à la suite du massacre de Qibya d'octobre 1953.